# Encarsia inquirenda
Encarsia inquirenda är en stekelart som först beskrevs av Filippo Silvestri 1930.  Encarsia inquirenda ingår i släktet Encarsia och familjen växtlussteklar. Inga underarter finns listade i Catalogue of Life.